# Lorenzo Salimbeni
Lorenzo Salimbeni (San Severino Marche, 1373 o 1374 – tra il 1416 e il 1420) è stato un pittore italiano, assieme al fratello Jacopo (morto dopo il 1427).

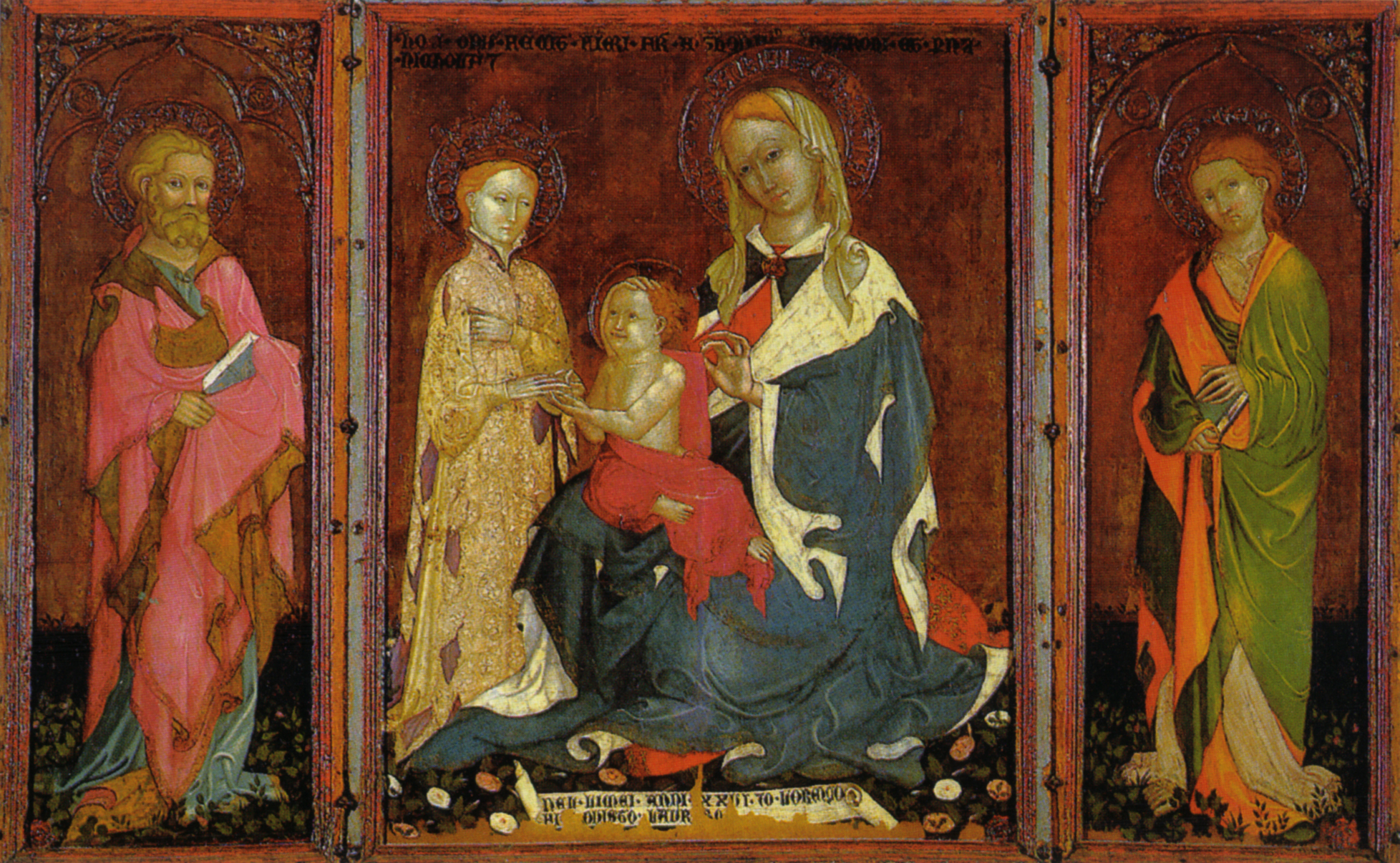
Matrimonio mistico di santa Caterina

Fu tra i principali esponenti del gotico internazionale in Italia e iniziatore della cosiddetta scuola sanseverinate.

## Biografia
Lorenzo, il maggiore d'età, è anche la personalità artisticamente più significativa della famiglia: mentre alcune delle opere rimaste sono attribuibili a lui solo, nessuna è stata assegnata con certezza al fratello. La loro produzione comprende principalmente affreschi di carattere sacro, dalla semplice immagine votiva alle grandi composizioni. 
Lorenzo, entrato al servizio della famiglia Smeducci, che godeva di un periodo di notevole prosperità economica con traffici oltre la regione, realizzò opere di stile aggiornatissimo, che testimoniano i vivaci scambi con il Veneto, l'Emilia e la Lombardia, attraverso la quale arrivavano i modelli transalpini. Importante è il Matrimonio mistico di Santa Caterina, datato 1400 e caratterizzato da un vorticoso movimento delle linee dei panneggi, da colori irreali e da un minuto realismo nei dettagli.
Lo stile narrativo, a tratti ingenuo, antepone alla visione d'insieme il dettaglio aneddotico, la scena “di genere” che in alcuni casi finisce per relegare in secondo piano il soggetto religioso.

## Opere
- Trittico con lo Sposalizio mistico di Santa Caterina, firmato da Lorenzo e datato 1400, conservato nella Pinacoteca civica Tacchi-Venturi a San Severino Marche.
- Storie di San Biagio (1406), conservate nella cripta della Collegiata di San Ginesio.
- Storie di Sant'Andrea (1406 - 1410?), conservate a San Severino Marche.
- Storie di San Giovanni Evangelista, conservata a San Severino Marche.
- frammento di affresco raffigurante Cristo crocifisso, nella chiesa di San Francesco ad Urbino.
- Crocifissione con le Storie di San Giovanni Battista (1416), nell'oratorio di San Giovanni Battista ad Urbino, considerati il capolavoro dei due fratelli.